# Frołowo
Frołowo (ros. Фролово) – miasto rejonowe w Rosji w obwodzie wołgogradzkim nad rzeką Arczedą.
Frołowo zostało założone w 1868 roku jako osada podczas budowy drogi Griazi – Carycyn. Prawa miejskie uzyskało w 1936 roku.